# Aoki Sho
Sho Aoki (sinh ngày 24 tháng 6 năm 1993) là một cầu thủ bóng đá người Nhật Bản.

## Sự nghiệp câu lạc bộ
Sho Aoki đã từng chơi cho Fujieda MYFC.